# NGC 285
NGC 285 je galaksija u zviježđu Kit.

## Vanjske poveznice
- SEDS: NGC 285